# فای (اکلاهما)
فای (به انگلیسی: Fay) یک منطقهٔ مسکونی در ایالات متحده آمریکا است که در شهرستان دیوی، اکلاهما واقع شده‌است.